# 景仁宮
景仁宮（穆麟德轉寫：Ging Žin Gung），為紫禁城內廷東六宮之一，位於東六宮區的西南角。

## 历史
景仁宫是紫禁城内廷东六宫之一。明朝永乐十八年（1420年）建成，初名“长安宫”，明朝嘉靖十四年（1535年）更名“景仁宫”。清朝沿袭明朝旧称，且于顺治十二年（1655年）重修，道光十五年（1835年）、光绪十六年（1890年）先后进行修缮。
明朝，景仁宫是嫔妃居所。清朝顺治十一年三月（1654年），康熙帝生于景仁宫。康熙四十二年（1703年），和硕裕亲王福全丧，康熙帝为悼念其兄福全，再次到景仁宫暂居。其后，景仁宫一直作为后妃居所，乾隆帝的生母孝圣宪皇后、咸丰帝婉贵妃、光绪帝珍妃均曾在景仁宫居住。
景仁宫正殿前檐挂有“景仁宫”陡匾。乾隆六年（1741年），乾隆帝命依照永寿宫陡匾的式样，制作十一面匾额，并亲自题写，分别挂在东六宫、西六宫除永寿宫之外的其他十一宫的正殿。乾隆帝还下谕旨：“自挂之后，至千万年，不可擅动，即或妃嫔移住别宫，亦不可带往更换。”
此外，乾隆帝还御撰《宫训诗》，命大学士张照、梁诗正、汪由敦分别书写而成。根据乾隆帝的要求，《宫训图》遂于每年腊月二十六日在东、西六宫张挂春联、门神的同时张挂，正殿东墙挂《宫训诗》，西墙挂《宫训图》，至次年二月二日收门神之日，将各宫《宫训图》收贮于景阳宫后的学诗堂。
清朝末年，景仁宮是光緒帝的珍妃的寝宫。光绪二十六年（1900年）珍妃被慈禧太后下令投入井中溺斃後，宮中盛傳景仁宮為一座不祥的宮院。相传宮中為此在景仁宮的東南門內設有鎮邪之物，在北面牆上設有一面鐵牌，在南邊夾道地溝的石頭上刻有一道門。
2005年4月28日，景仁宫正式开始常年对外开放。此前，景仁宫仅在举行临时展览时短暂开放过，此次借故宫百年大修之机，景仁宫获得修缮并实现常年对外开放。此次开放后，景仁宫成为故宫博物院捐献馆，开始举办捐赠文物系列特展，作为系列展首展的《马衡先生捐献文物特展》也于2005年4月28日在景仁宫开幕，此展览是为庆祝故宫博物院成立80周年及纪念故宫博物院老院长马衡逝世50周年而举办，展出197件马衡捐献给故宫博物院的文物。
景仁宫正式常年开放的同时，刻有自故宫博物院建院以来682位向该院捐赠文物者名字的“景仁榜”也于2005年4月28日在景仁宫落成。从1939年到2005年2月，上述682位捐赠者向故宫博物院捐赠33400多件文物。景仁榜设在景仁宫正殿的墙壁上，在木板上刻有捐赠者姓名。自落成后，“景仁榜”上的名字继续增加，截至2006年3月，在上述682人之外，已增加了那志良（原台湾国立故宫博物院研究员）、马寿华（台湾书画家）、周荣欣（四川81岁老人）、李敖（台湾学者）。
2006年8月17日，在景仁宫的景仁榜前，画家吴冠中的长子吴可雨代表吴冠中向故宫博物院捐赠了吴冠中的三幅作品：《一九七四年·长江》（1974年，油画）、《石榴》（1992年，水墨画）、《江村》（1991年），吴冠中也因此登上景仁榜。《一九七四年·长江》是吴冠中1974年与几位艺术家应北京饭店之邀创作大型壁画时赴长江写生3个月的成果，但壁画创作因“批黑画”事件而夭折，这幅作品被闲置在杂物抽屉中。2004年春节期间，吴冠中长子吴可雨偶然在闲置的抽屉内发现此画，吴冠中在此画被发现后写道：“七十年代同几个朋友为北京饭店合作巨幅壁画长江万里图，搜尽奇峰，同行万里路，各自打草稿。我用油画绘成此全图稿，后因批黑画事件，壁画计划夭折。”此画经过装裱后，吴冠中为其取名“一九七四年·长江，吴冠中记于二〇〇四年”，以区别于根据此画重新绘制的送审稿《长江万里图》。2006年8月29日，“吴冠中历年捐赠作品汇展”在故宫博物院午门展厅开展，参展的三十七幅画作是从吴冠中历年捐赠给中国美术馆、上海美术馆、鲁迅博物馆等单位的作品中选出。
2008年北京奥运会期间，故宫博物院推出8个展览，其中包括景仁宫举办的临时展览“古物撷英——故宫藏捐献文物精品展”，展示历年故宫博物院接受的捐赠文物。

## 建築
景仁宮为二进院，保持着明朝初年始建时的格局。主要建筑有：
- 景仁门：为景仁宮的正门，坐北朝南。门内有石影壁一座，传为元朝的遗物。[1]
- 景仁宮：为前院正殿。面阔五间，黄琉璃瓦歇山顶，檐角安放5个走兽，檐下施单翘单昂五踩斗栱，龙凤和玺彩画。明间的前后檐开门，次间、梢间都是槛墙、槛窗，门窗采用双交四椀菱花槅扇式。明间室内悬挂着乾隆帝御题“赞德宫闱”匾。天花为二龙戏珠图案，内檐是龙凤和玺彩画。室内采用方砖墁地。殿前有一座宽广的月台。[1]
  - 东配殿、西配殿：正殿前的东西两侧有配殿各三间，明间开门，黄琉璃瓦硬山顶，檐下绘有旋子彩画。配殿的南、北各有耳房。[1]
- 后殿：后院正殿五间，明间开门，黄琉璃瓦硬山顶，檐下施斗栱，绘有龙凤和玺彩画。两侧各有耳房。[1]
  - 东配殿、西配殿：后殿前的东西两侧有配殿各三间，明间开门，黄琉璃瓦硬山顶，檐下绘有旋子彩画。[1]
  - 井亭：后院西南角有井亭一座。[1]

## 居住者
- 明宣宗皇后胡善祥：永乐十五年（1417年），被明成祖选为皇太孙妃。洪熙年间，封为皇太子妃。明宣宗即位后，立为皇后。宣德三年三月（1428年），宣宗以皇后“无子多病”為由，命皇后上表辞位，胡善祥遂退居长安宫（即今景仁宫）修道，由宣宗赐号“静慈仙師”。[9]
- 清康熙帝生母孝康章皇后佟佳氏[1]：孝康章皇后初入宮時為“佟妃”[10]，之後居住在景仁宫，順治十一年在景仁宫生下了未來的康熙帝[1]。
- 清康熙帝：康熙帝和其兄長、順治帝皇二子福全感情甚篤，康熙帝甚至曾命宮中畫匠，繪制一幅自己和兄長福全共坐桐樹蔭下的畫，以示兩人共老。但康熙四十二年（1703年）福全過世，康熙帝在喪期以哀沉的心情居住景仁宫致哀。[1]
- 清康熙帝孝懿仁皇后。康熙帝表妹，第三任皇后。康熙十五年七月入宫伊始就居于景仁宫，在世时抚养的皇子也被称为景仁宫阿哥。去世后停灵于承乾宫。
- 清康熙朝女學生。康熙四十八年十一月，大臣陳邦彥在日記中寫道：「十三日……午刻幸景仁宮，乃女學生教習處也」[11]。
- 清雍正朝熹贵妃（乾隆帝生母孝聖憲皇后钮祜禄氏）[1]： 雍正即位初，直接封为“熹妃”，地位次於孝敬宪皇后、年貴妃、齊妃。但後來隨著年妃、皇后相繼逝世，齊妃之子弘時失帝意，她的地位日漸升高。雍正八年（1730年），晋封为“熹贵妃”，為雍正朝後期後宮統攝者。雍正十三年八月，雍正帝逝世。其子弘历登基，是为乾隆帝。以遗命尊钮祜禄氏为皇太后，徽号“崇庆皇太后”。
- 清乾隆朝纯惠皇贵妃：最迟于乾隆九年十二月开始居于景仁宫。
- 清乾隆朝庆恭皇贵妃：乾隆二十七年的南巡用船档案显示，庆妃陆氏居于景仁宫。未知陆氏何时开始居于此地，乾隆三十二年迁居前皇后那拉氏所居的翊坤宫。
- 清乾隆朝穎貴妃：乾隆四十一年的檔案顯示，排列第三的景仁宮他坦一處，僱工廚役七名。即景仁宮有一位貴人或以上的妃子居住，而嬪位或以上的妃子僅有七人，因此景仁宮必有一位妃或嬪居住。 《添減底檔》亦顯示，穎妃僅次於舒妃、愉妃，因此穎妃居排列第三的景仁宮。乾隆退位后迁居永寿宫。
- 清嘉庆朝孝淑睿皇后。因乾隆晚年后宫之首为颖妃，其居宫为景仁宫。乾隆退位后，新任皇后也搬入此地，嘉庆元年于景仁宫接册宝。
- 清嘉庆朝孝和睿皇后。嘉庆二年元后喜塔腊氏去世后，被太上皇指定为继后人选，封为皇贵妃，于景仁宫接册宝。嘉庆十年迁居嘉庆帝生母孝仪纯皇后生前所居的储秀宫，不过其子绵忻仍居景仁宫。
- 清咸豐朝婉貴妃索綽洛氏[1]：左都御史奎照之女。婉貴妃自咸豐四年十二月，诏封“婉嫔”。咸丰五年十二月，行册封礼。咸丰十一年十月，同治帝晋尊其为皇考“婉妃”。同治十三年十一月，再诏晋尊为“婉贵妃”。光绪二十年甲午五月十七日（1894年）卒。她未留下值得记錄的事蹟。也未曾生育過子女。
- 清同治朝敬懿皇贵妃赫舍里氏，恭肅皇貴妃阿鲁特氏:从同治十一年进宫, 光绪元年退房
- 清光緒朝恪順皇貴妃他他拉氏[1]：从光绪十五年元月（1889年）进宮直至光緒二十四年（1898年）被慈禧太后幽禁為止，除了光绪二十年（1894年）至光绪二十一年（1895年）降为贵人并被幽闭，其他时间其寝宫一直为景仁宮。[3]